# ビッグ・ネイバーフッド
『ビッグ・ネイバーフッド』（Big Neighborhood）は、アメリカ合衆国のジャズ・ギタリスト、マイク・スターンが2009年に発表したスタジオ・アルバム。

## 背景
スターンが敬愛するエリック・ジョンソンとスティーヴ・ヴァイが、ゲスト・ギタリストとして参加した。なお、スターンはその後もジョンソンとライヴで共演し、2014年にはジョンソンと連名のアルバム『エクレクティック』を発表している。
「リーチ」は、アルバム『フー・レット・ザ・キャッツ・アウト?』用に行われた2006年1月のセッションにおける未発表録音である。

## 反響・評価
アメリカの『ビルボード』では、2009年8月29日付のジャズ・アルバム・チャートで最高7位を記録した。第52回グラミー賞では最優秀コンテンポラリー・ジャズ・アルバム賞にノミネートされた。
Jonathan Widranはオールミュージックにおいて5点満点中3.5点を付け「スターンは、エリック・ジョンソン（ムーディーでソウルフルな"6th Street"でクールな演奏を披露）やスティーヴ・ヴァイ（焼け付くようなタイトル曲で狂ったようなうめき声をあげている）といったジャズ・ロック軍団を通じて、多くのメロディックかつ即興的な表現への扉を開いた」「フュージョンのファンにとって見逃せない、2009年の一大ブロックパーティである」と評している。一方、John Fordhamは『ガーディアン』紙のレビューにおいて5点満点中3点を付け「マイク・スターンは、現代的なスタイルの殆どにおいて優れた演奏のできる奏者だが、ジョン・スコフィールド、ビル・フリゼール、パット・メセニーとは異なり、どうすれば自分自身を際立たせる演奏ができるのか理解できていないように響く」「メデスキ、マーティン・アンド・ウッドとコラボレーションした"Check One"は、ジョン・スコフィールドが過去に行ったコラボレーションと変わりなく、スターンのアイデンティティは幾分後退している」と評している。また、『CDジャーナル』のミニ・レビューでは「スターンという奏者が強いロック気質の持ち主とわかる」と評されている。

## 収録曲
全曲ともマイク・スターン作曲。
1. ビッグ・ネイバーフッド - "Big Neighborhood" - 7:40
2. 6thストリート - "6th Street" - 7:49
3. リーチ - "Reach" - 5:30
4. ソング・フォー・ペッパー - "Song for Pepper" - 5:43
5. クープ・ド・ヴィル - "Coupe de Ville" - 4:36
6. バード・ブルー - "Bird Blue" - 5:44
7. モロッキャン・ロール - "Moroccan Roll" - 7:06
8. ロング・タイム・ゴーン - "Long Time Gone" - 7:52
9. チェック・ワン - "Check One" - 7:39
10. ザッツ・オール・イット・イズ - "That's All It Is" - 4:52
11. ホープ・ユー・ドント・マインド - "Hope You Don't Mind" - 5:18

## 参加ミュージシャン
- マイク・スターン - ギター
- スティーヴ・ヴァイ - ギター (on #1)、シタール・ギター (on #7)
- エリック・ジョンソン - ギター (on #2, #8)
- ボブ・フランセスチーニ - サクソフォーン (on #3)
- ボブ・マラック - サクソフォーン (on #5, #9, #10)
- ランディ・ブレッカー - トランペット (on #11)
- ジム・ビアード - ピアノ (on #1, #3, #4, #5, #6, #7, #11)、キーボード (on #1, #3, #6, #7)、ハモンドオルガン (on #2, #4, #8)
- ジョン・メデスキ（英語版） - ハモンドオルガン (on #9, #10)、クラビネット (on #9)、エレクトリックピアノ (on #10)
- リンカーン・ゴーインズ - ベース (on #1, #2, #7, #8)
- リチャード・ボナ - ベース (on #3)、ボーカル (on #3)
- エスペランサ・スポルディング - ベース (#4, #5, #6)、ボーカル (#4, #5, #6)
- クリス・ウッド - ベース(on #9)、アコースティック・ベース (on #10)
- クリス・ミン・ドーキー - ベース (on #11)
- デイヴ・ウェックル - ドラムス (on #1, #3, #7)
- ライオネル・コーデュー - ドラムス (on #2, #8)
- テリ・リン・キャリントン - ドラムス (on #4, #5, #6)
- ビリー・マーティン - ドラムス (on #9, #10)
- シンディ・ブラックマン - ドラムス (on #11)